# Былыра
Былыра́ — река в России, протекает по территории Кыринского района Забайкальского края. Левый приток реки Кыра. Длина — 113 км. Водосборная площадь — 2260 км².
Исток реки Былыра располагается на северо-западном склоне хребта Становик, на Былыра-Джилинском перевале (1282 м). Течёт на юго-запад, впадает в Кыру у села Былыра.
На реке расположено 6 озёр. Река не судоходна.